# 取次 (歴史学)
取次（とりつぎ）は、両者の間を仲介して物事を伝えること、あるいはその仲介者を言う。
- 本項では歴史上に現れた取次について説明する。

## 取次の呼称
取次とは、両者のあいだを仲介してものごとを伝える行為であり、その場合、「取り次ぎ」とも表記される。取次はまた、仲介者そのものも指し、主君と家臣のあいだを取り次いだり、他勢力との外交交渉をおこなったりした。場合によって「申次」「聞次」「奏者」などと称されることもあった。公家政権にあっては伝奏の制度があった。

## 朝廷・公家政権における取次
平安時代には天皇や院に対する奏事伝達を務める者を「申次」と称した。当初は女房や近臣がその役目を担っていたが、院政期には院近臣の中でも院の信寵を受けた人々が申次を務めた。伝奏は、院政期以降、幕末まで公家政権（朝廷）内に設けられた役職で、本来は治天の君（院政の政権担当者たる上皇）に近侍して奏聞（天皇・上皇への上奏）・伝宣（天皇・上皇の勅旨の伝達）の仲介を担当したが、のちに天皇親政の際にも設けられた。また江戸時代に著わされた『雲上名鑑』には仙洞御所に取次衆という役があったことが記載されている。
武家政権が成立した鎌倉時代以降は武家との連絡を取る必要が生まれた。鎌倉時代に設置された関東申次は西園寺家が世襲し、幕府の権力を背景に大きな権力を振るった。南北朝時代前期には武家執奏が設置され、幕府からの意見を取次いだ。しかし足利義満が院執事に就任したことから、武家は伝奏を介して朝廷への意思伝達を行うようになり、武家執奏は廃止された。この頃から伝奏の中で武家との連絡に当たる者を武家伝奏と呼ぶようになり、江戸時代まで存続することになった。
また寺社との取次役には、鎌倉時代に寺社伝奏（社寺伝奏とも）が設置されている。この伝奏は一人で複数の寺社を担当することもあったが、伊勢神宮・賀茂社・石清水八幡宮にはそれぞれ別の伝奏が置かれた。

## 室町幕府における取次
室町幕府において「取次」は国人や守護、寺社や公家との連絡をとるという役目があった。幕府前期のころは将軍の近習が京都周辺を受け持っていたのに対し、管領や四職、有力守護等の幕閣有力者は主に地方を担当していた。桜井英治は特にこれを「取次」と定義し、将軍謁見の際に取次を行っていた近習の申次衆とは区別している。また4代足利義持の時代に満済が山城国と南都（奈良）の取次の任にあたったように、ある一定の地域を担当することもあった。なお、取次の地位は一族内で継承されることもあった。
具体的な取次行為としては、将軍の御内書や管領奉書に副状（添状）をつけたり、幕命を補足するために使者を派遣することがあった。取次から私状を出すこともあったが、6代足利義教は私状にも目を通し、それに添削を施したりするなど、事実上の公的行為であった。一方で取次は、幕府への対応を相手に指南し、訴訟や要望を将軍に伝達した。このため取次対象と取次の間には一種の癒着関係が生まれた。しかし建前としては取次の行為は内々の行為であり、明文化されることのない制度であった。独裁制が強まった義教時代の後期には取次の権能が近習の赤松満政に集中した。応仁の乱以降は幕府の権威が弱まった上に守護在京制が崩れたため、有力幕閣による取次は姿を消した。

### 取次の例
- 細川氏←篠川御所、南陸奥（伊達氏・蘆名氏）[5]
- 畠山氏←菊池氏、長野氏[5]
  - 畠山満家←信濃国、越後国[5]
- 山名時熙←今川氏、大内持世、駿河国、信濃大文字一揆[5]
- 赤松満祐←島津氏、北畠氏、久我家[5]
- 満済←大内盛見、大内持世、土岐持頼、今川氏、駿河国、山城国、南都[5]

## 戦国時代における取次
戦国時代以降近世を通じて一般的に主君と家臣のあいだの意志疎通にあっては、文書による場合、口頭による場合、いずれの場合においても取次が介在するのが普通であった。主君から家臣への発給文書は、取次が主君にその意志をうけたまわって記した奉書（ほうしょ）が通常のものであり、主君の名で発せられる直書（じきしょ）は破格のものであった。こうした取次は、当時は「出頭人」と称された。戦国時代の出頭人として知られる人物としては、武田信玄・勝頼2代に仕えた跡部勝資などがあり、勝資は数多くの信玄朱印状奉者となっただけでなく、上杉氏や佐竹氏などとのあいだの外交交渉も努めた。

## 織田政権における取次
永禄12年（1569年）、織田信長は家臣木下藤吉郎（豊臣秀吉）に、当時は対等な戦国大名であった毛利氏との間の外交交渉を命じており、この任務は、史料には「申次」と表記されている。のちに秀吉は中国攻めの総司令官となるが、織田政権にあっては、他の戦国諸大名とのあいだの取次には、その方面の担当司令官があたるケースが多かった。
天正9年（1581年）、下野国の領主皆川氏は信長に馬を献上したが、その橋渡しをしたのが徳川家康であった。馬献上に際し、当主皆川広照は信長に使節を派遣したが、それを取り次いだのが信長側近の堀秀政であり、使節帰還における通行旅程の安全を担当したのは、翌天正10年（1582年）に東国の「取次」を信長に任じられる滝川一益であった。

## 豊臣政権における取次
戦国時代にも大名間交渉として取次の慣習が広汎に存在していたが、1984年（昭和59年）に山本博文が発表した論文「家康の「公儀」占拠への一視点-幕藩制成立期の「取次」の特質について」以降、豊臣政権の研究における権力構造やその移行を考察する上で取次の存在が注目されるようになり、豊臣政権研究にとって不可欠の考察対象となった。
山本はまた、豊臣政権の大名統制において、秀吉とそれぞれの大名のあいだを仲介する「取次」が大きな権限を有すると論じ、大大名による取次から次第に石田三成・浅野長政（長吉）ら秀吉側近の吏僚によって取次がなされるようになったことを明らかにした。山本は、豊臣政権における「取次」は、戦国時代にあって各大名の交渉役として置かれた「取次」とは性格を異としており、政権の公的な制度として運用されたものであると主張し、大名統制機構としての側面を強調したのである。
なお、上述の皆川氏は、本能寺の変後の北条氏と徳川氏の和睦、北条氏の下野侵攻、滝川勢の敗走など東国情勢の激変により、秀吉の小田原征伐に際しては北条氏方として小田原城籠城軍に参陣した。しかし、一時は徳川氏の与力として行動したことのある皆川氏は、豊臣政権の東国「取次」役となった家康の強い政治力によって本貫の存続がゆるされたのである。

## 幕藩体制における取次
幕藩体制下にあって公武間の取次をおこなった機構としては、朝廷側からは上述の「武家伝奏」があり、幕府側からは京都所司代がその任にあたった。

### 出頭人政治
近習出頭人は江戸幕府初期3代の頃に将軍側近として幕政の中心にいた人物を指す。家柄・武功のみでなく、将軍からの信頼や能力を買われて信頼の下に重用された。石川数正、大久保忠隣、本多正信、本多正純、永井尚政、井上正就、板倉重宗、松平信綱、堀田正盛、阿部忠秋などが近習出頭人と呼ばれている。
慶長5年（1600年）9月15日の関ヶ原の戦いののち覇権を握った徳川家康は、豊臣政権下の「取次」であった寺沢広高を用いながらも、徐々に本多正信・井伊直政らみずからの腹心を「取次」とした。徳川政権が確立しても、3代徳川家光の中途まで官僚機構は整わず、将軍や前将軍（大御所）の近習によっていわゆる出頭人（近習出頭人）が登用された（出頭人政治）。出頭人は、文字通り日常的に主君の側に出頭している人物であり、家光によって老中・若年寄の制が整えられる1630年代まで幕政の中枢に参加して強大な将軍権力をささえた。初期の幕府において出頭人の果たした役割は大きく、たとえば家康は茶屋四郎次郎（商人）・中井正清（大工頭）・崇伝（僧侶）など各分野で一器量を持つ者も側近として重用し、幕政の一部を分担させた。出頭人は豊臣政権下の「取次」同様、主君の意志をおしはかり、独自の判断で他の家臣に指示することもあったが、主君によって格別の恩寵を受ける彼らの言葉は主君その人の言葉と同様の権威を有した。しかし、一方で出頭人は一代限りの家臣として了解されていたため、主君を失った場合、立場は一転して不安定なものとなった。側近中の側近で権勢を誇った本多正純は家康死後の元和8年（1622年）に宇都宮城釣天井事件で失脚しているが、これは豊臣秀吉死去後の石田三成の没落と本質的に異なるところがなかった。

### 取次の老中
幕藩体制下では老中機構が諸大名諸藩を統括することになっていたが、各藩はそれぞれ自藩と幕府、自藩と他藩などの折衝において表向きの外交筋のみならず「内証」のルートも駆使して活動していた。そのため、各藩側では江戸に留守居役を設置して聞次の役割を負わせ、一方の幕府側の老中実力者に事前の情報収集から根回しと調整の担当者として「取次の老中」となってもらうことを依頼した。依頼を受けて取次の老中になった者は、自己の職務をスムーズに執行するために藩の側に立って藩の政治的諸活動を指導した。
上記の直接的なやり取り以外に、大名や旗本が老中等の幕閣に取り次ぐ際には、御殿内のサービススタッフである奥右筆や同朋衆・茶坊主が両者の間を取り持った。

### 将軍の取次
将軍の取次としては近習として側衆があり、幕府初期には将軍の意向を背景に大きな権力を持つ場合もあったが、後に老中合議制が形成されて将軍専制が弱まると実権も弱まった。以後の側衆の役割は将軍の身の回りの世話などをする存在となった。
5代将軍徳川綱吉の時代には、老中と将軍の間を取次ぐ側用人が設置された。徳川吉宗時代には一時廃止されたが、御側御用取次が同じ役割を果たした。
大名が将軍に拝謁する際には奏者番が取次役を勤めた。

### 各藩の取次役
越後長岡藩には、主として評定役が取りまとめた裁可を仰ぐべき重要案件を藩主に取り次ぐ機関として「取次」があった。津軽藩などでは、側用人に藩主との公務上の取次を一括しておこなわせており、この場合、側用人には家政総覧の役割をになう者と伝奏役をになう者がいたことになる。藩によっては側用人が御側御用取次という肩書きを併せ持っていることもあり、いっぽう、統治機構に属する用人に取次をおこなわせた藩もあった。用人のなかで数名の者のみに、取次役であったことを注記した分限帳も存在する。